# Tortura (Álava)
Tortura es una localidad del concejo de Echávarri de Cuartango que está situado en el municipio de Cuartango, en la provincia de Álava, España. 

## Geografía física

### Ubicación
|                   | Norte: Catadiano            |                              |
| Oeste: Sendadiano |                             | Este: Sierra Brava de Badaya |
|                   | Sur: Echávarri de Cuartango |                              |

## Historia
Tortura aparece documentada a mediados del siglo XIII con su nombre actual en tiempos del obispo de Calahorra Jerónimo Aznar, formando parte del arciprestazgo de Cuartango.
Hacia mediados del siglo XIX, el lugar tenía contabilizada una población de veintisiete habitantes. Aparece descrito en el decimoquinto volumen del Diccionario geográfico-estadístico-histórico de España y sus posesiones de Ultramar de Pascual Madoz de la siguiente manera:

TORTURA: l. del ayunt. de Cuartango en la prov. de Alava (á Vitoria 4 leg.), part. jud. de Añana (3), aud. terr. de Búrgos (20), c. g. de las Provincias Vascongadas, dióc. de Calahorra (19). sit. al pie de una pequeña colina; clima saludable; reina el viento N., y se padecen fiebres catarrales. Tiene 6 casas, igl. parr. (San Andrés) servida por un beneficiado, y para el sutrido del vecindario dos fuentes de aguas comunes y saludables. El térm. confina N. Catadiano; E. Sierra de Badaya; S. Echavarri, y O. Sendadiano. El terreno es de mediana calidad: caminos: los que conducen á la Ribera y Vizcaya en mal estado: el correo se recibe de Orduña los martes y viernes. prod.: toda especie de cereales; cria de toda clase de ganados; caza de liebres, perdices y codornices y tordas; pesca de truchas, anguilas, barbos y loinas. ind.: ademas de la agricultura y la ganaderia, hay un molino harinero. pobl.: 4 vec., 27 alm. contr.: con su ayunt. (V.).
(Madoz, 1849, p. 57)

En 2022, tenía empadronado un único habitante.

## Demografía
| Gráfica de evolución demográfica de Tortura entre 2000 y 2017 |
|                                                               |
| Población de derecho según los censos de población del INE.   |

## Patrimonio
Hay en el lugar una iglesia de San Andrés.